# Zelotes radiatus
Zelotes radiatus este o specie de păianjeni din genul Zelotes, familia Gnaphosidae, descrisă de Lawrence în anul 1928. Conform Catalogue of Life specia Zelotes radiatus nu are subspecii cunoscute.